# ثلاثي أكسيد التيلوريوم
 ثلاثي أكسيد تيلوريوم (بالإنجليزية: Tellurium trioxide)‏ مركب كيميائي له الصيغة TeO3، ويكون على شكل بلورات صفراء برتقالية.